# Vixape
Vixape (em armênio/arménio: վիշապ; romaniz.: Višap), na mitologia armênia, é um dragão intimamente associado à água, semelhante ao Leviatã. Geralmente é retratado como uma cobra alada ou com uma combinação de elementos de diferentes animais. O monte Ararate era o lar principal do Vixape. O caráter vulcânico do pico Araratiã e seus terremotos podem ter sugerido sua associação. Às vezes, com seus filhos, o Vixape costumava roubar crianças ou bebês e colocar um pequeno espírito maligno de sua própria ninhada em seu lugar. De acordo com crenças antigas, ascendia ao céu ou descia dele à terra, causando tempestades estrondosas, redemoinhos e absorção do sol (causando um eclipse). O dragão era adorado em vários países orientais, simbolizando o elemento água, fertilidade e riqueza, e mais tarde se tornou um símbolo assustador de poder. De acordo com lendas antigas, o dragão lutou contra Vaagênio.